# Savant-szindróma
A savant-szindróma (ejtsd /səˈvɑːnt/, franciául: „savant” annyi mint ’tudós, tanult [ember]’), amelyet néha savantizmusként említenek, egy olyan ritka állapot, amelyben a fejlődési rendellenességben szenvedő emberek egy vagy több területen olyan szakértelemmel, képességgel vagy éleselméjűséggel rendelkeznek, amelyek ellentétben állnak az egyén általános képességeinek korlátozottságával. Habár az orvostudomány által nem elismert kórmeghatározás, Darold Treffert  kutató szerint ez az állapot lehet genetikai vagy szerzett.
Treffert szerint a savant-szindrómával rendelkező emberek felénél jelentkeznek autizmus kritériumaiba sorolható rendellenességek, míg a másik felének egyéb fejlődési rendellenességei vannak, mentális retardáltság, agyi károsodás illetve sérülés. Azt állítja: „…nem minden autista személynél jelentkezik a savant-szindróma, és nem minden savant-szindrómát fölmutató embernek vannak autista rendellenességei”. Más kutatók szerint az autista jellemvonások és a savant képességek összekapcsolhatók, illetve kétségbe vonhatók egyes korábbi következtetések a savant-szindrómáról, mint pl. „szóbeszéd, független kutatások által meg nem erősített jelenség”.
Egyes, a savantokhoz hasonló kiemelkedő részképességekkel bíró emberek esetében a páratlan képességeiken kívül semmilyen más szemmel látható abnormalitás nem figyelhető meg, bár ez az eset nagyon ritka a mentális korlátozottságtól is szenvedő savant-szindrómásokéhoz képest. Hogy ilyen esetek léteznek, az nem azt jelenti, hogy a „látszólag normális” savantok esetében ezeket a képességeket nem valamilyen agyi rendellenesség idézte elő, de mindenképp csökkenti annak az elméletnek a súlyát, miszerint minden savant munkaképtelen („zseni savantok” létezése), illetve ama korábbi megfigyeléseken alapuló feltételezését is, miszerint a savant képességek más, „normális” képességek (a nyelvi és szociális normáknak való megfelelés stb.) rovására alakulnak ki („trade-off”-elmélet)

## Jellegzetességek
Treffert szerint szinte az összes savant általában a zseniális emlékezőtehetség egy különleges formájával rendelkezik, amelyet ő „nagyon mély, de szerfölött korlátozott”-nak jellemez. Korlátozott abban az értelemben, hogy elő tudják azt a bizonyos dolgot idézni, de gondot jelent számukra annak a gyakorlati alkalmazása. Olyan savantokkal is találkozhatunk, akiknek hihetetlen képzőművészeti vagy zenei képességei vannak. Gyakori, hogy a savantok a naptári napok átlag feletti ismeretében jeleskednek, őket „emberi naptárnak” is szokták nevezni. Jellemző az is, hogy konkrét személyes emlékeket tudnak visszahívni bármilyen megadott dátumból. Ezekhez a „szuper erőkhöz” a fejlett memória a kulcs.
Hozzávetőlegesen a savantok fele autista, a másik felénél pedig gyakran valamilyen központi idegrendszeri betegségből vagy sérülésből származó elváltozás figyelhető meg.

## Okok
Savant-szerű képességek mindenkiben rejtőzködhetnek, és azok szimulálhatók az egyénekben, amennyiben alacsony frekvenciájú mágneses rezgéseket irányítunk a bal agyféltekébe, a célból, hogy megbénítsuk ezt a domináns területet (a jobbkezes emberek legalább 90%-ánál), ezáltal lehetővé téve a kevésbe domináns jobb féltekének, hogy átvegye a másik szerepét, lehetővé téve ezzel a savant-szerű feladatok létrejöttét.

## Működés
A savant-szindróma nehezen érthető. A nem széles körben elfogadott kognitív elmélet szerint a savantokban a tehetség és a hiány keveredik. Ez az elmélet azt sugallja, hogy az autista egyének hajlamosak a részletekre összpontosító feldolgozásra, és ez a kognitív modell fogékonnyá teszi mind az autista, mind pedig a nem autista egyéneket a savant képességekre. Egy másik hipotézis szerint a hiper-rendszerezés hajlamossá teszi az embereket, hogy megmutassák tehetségüket, amelyben a hiper-rendszerezés egy szélsőséges állapot a beleélő-rendszerező elméletben, amely az embereket a másik ember iránt érzett empátia képességek alapján osztályozza, szemben a külvilág tényeinek rendszerezésével. Mivel a részletek iránti figyelem kimutatható sok savant esetében, így ez a hangsúlyozott észlelés következményeként vagy érzékelési hiperszenzibilitásként értelmezhető az autista egyéneknél. Felvetődhet az az elgondolás is, mely szerint a savantok olyan alacsony szintű, olyan kevésbé feldolgozott információkkal dolgoznak, amelyek ugyan minden emberi agyban léteznek, de ezek normális körülmények között tudatosan nem elérhetőek.
Létezik olyan elmélet is, miszerint egyes autista emberek azért fejlesztenek ki savant képességeket, mert azok tulajdonképpen választ jelentenek az ő sérült szociális képességeikre. Azaz, mivel képtelenek megérteni a szociális kölcsönhatásokat, ezért velük született kényszerből figyelmet kell szentelniük arra, hogy az emberek hogyan művelik és építik föl a megtanult kölcsönhatások tárházát, amelyeket ők megérthetnek, és számukra hasznossá is tehetnek. Ennek következtében az a mód, ahogyan ők ténykednek, eleve fogékonnyá teszi őket arra, hogy a továbbiakban is elemezzék és elraktározzák az információkat, innen a ’hangsúlyozott’ emlékezet. Gyakran találkozhatunk az ilyen képességekkel rendelkező emberek körében olyanokkal, akiknek például a személynevek, vagy az arcok felismerése olyan könnyen megy, mint autista spektrumú rendellenesség nélkül élő személyek esetében, miközben ők maguk nem is érzékelik, hogy ez fontos dolog, mint amilyen fontosak akár az elemek a periódusos rendszerben. Ez azonban megkülönbözteti az egyént az autista savanttól, aki fiatal korában azonosítani tudta az emberek arcának sajátosságait a neveikkel, mint egy nagyon fontos képességet megtartotta, s e képesség olyan kivételessé vált, amely meghaladja a ’normális’ populáció képességeit.
A savant-szindróma hatszor gyakrabban jelentkezik a férfiak körében, mint a nőknél, de ez a különbség nem hasonló mértékben jut kifejezésre az autista populációt illetően. Ez vezetett ahhoz a föltételezéshez, hogy a Geschwind-Galaburda hipotézis alkalmazható a savant-szindrómára, miszerint mind az agyi sérülés, mind a savantizmus veleszületett tulajdonságként jelentkezik.

## Epidemiológia
Treffert szerint:
- Tíz autista személy közül egy felmutat savant képességeket
- A savantok 50%-a autista; a másik 50%-nál egyéb fejlődési rendellenességek jelentkeznek, mentális retardáltság, vagy más, központi idegrendszeri károsodás illetve sérülés
- A zseniális savantok esetében jelentős mind a betegség, mind pedig a fogyatékosság mértéke
- A férfi savantok aránya a női savantokkal szemben 6:1

Egy 2009-es brit tanulmány szerint, amelyben 137 olyan szülőt vizsgáltak meg, akiknek autista a gyermeke, azt az eredményt mutatja, mely szerint a megvizsgáltak 28%-a hitte azt, hogy az ő utóda eléri a savant kritériumok szintjét, azaz, olyan képességgel vagy tehetséggel bír, „amelynek szintje még a normális emberek esetében is szokatlan lenne.”
Nincs róla pontos és objektív adat, hogy hány ember rendelkezik savant képességekkel. A becslések szerint rendkívül ritka, kb. 10-ből egy autista személy rendelkezik a savant szindrómára jellemző tünetek egy bizonyos fokával.

## Történet
Treffert szerint az idióta savant terminust (franciául „tanult idióta” vagy „tudásra képes idióta”) először John Langdon Down alkalmazta 1887-ben, hogy leírást adjon érdekes esetek egy osztályáról. (Dr. Langdon Down nevéhez a down-szindróma (a 21. kromoszóma triszómiája) köthető. 1887-ben az „idióta” egy elfogadott osztályzása volt azon embereknek, akik 25 alatti intelligenciahányadossal rendelkeztek. Az „idióta savant” terminust a későbbiekben téves elnevezésként jelölték, mivel ma már tudjuk, hogy nem minden leírt eset felelt meg az idióta meghatározásának. Az autista savant terminust is használták ennek a rendellenességnek a diagnosztizálásához. Hasonlóan az idióta savanthoz, az autista savant terminust is téves elnevezéssé nyilvánították, mivel a savant-kórral diagnosztizáltaknak csak a fele volt egyidejűleg autista is. A diagnózis pontos megállapításának szükségszerűsége és az egyén méltóságának megőrzése érdekében a savant-szindróma, vagy savant-kór vált széles körben elfogadott terminológiává.

## Társadalom és kultúra
Kim Peek volt az, akiről az Esőember (1988) című film főszereplőjét mintázták, mivel ő megasavant volt.
Dr. Murphy a A csodadoktor című sorozatban autizmussal és Savant-szindrómával élt, de remek sebész és boldog ember lett.

## Képességek
Az emberi képességek széles repertoárját figyelembe véve érdekes, hogy a savant képességek általában csak öt fő kategóriát érintenek: a zene, általában előadás, leggyakrabban zongorán. A képzőművészet felöleli mind a rajzolást, mind a festést vagy a szobrászatot. Naptárszámítás (érdekes mód megmagyarázhatatlan képesség a legtöbb személy esetében). Matematika a villámszámolást is beleértve, vagy a prímszámok számításának képességét, pl. az egyszerű aritmetikai tudás hiányában is. Mechanikai és térbeli képességek távolságok pontos bemérése műszerek használata nélkül, összetett modellek megszerkesztésének képessége rendkívüli pontossággal, a térképkészítés és az irányok megtalálásának képessége.
A savantok körében leggyakrabban a splinter képességek fordulnak elő, amely a zene és sport adatainak, a térképek, az autórendszámok, a történelmi tények, a furcsa tárgyak, mint pl. a porszívómotor hangja, memorizálását ill. a velük való megszállott foglalkozást jelenti. Tehetséges savantoknak nevezik azokat az értelmi fogyatékos személyeket, akikben a zenei, képzőművészeti vagy más különleges képességek hangsúlyosabbak, nagyra becsültek általában egy szakterületen belül, és nagyon elütnek az általános visszamaradottságtól. A zseniális savant fogalom azon egyének számára van fenntartva, akikben a különleges képesség annyira kimagasló, hogy akkor is szenzációs lenne, ha egy nem fogyatékos személyben jelentkezne. Valójában a zseniális savantok szerfelett ritkák, száznál is kevesebbet jegyeztek föl e tárgy irodalmában több mint egy évszázad során. Treffert, a savant-kór vezető kutatójának becslése szerint talán ötven, ha él napjainkban az egész világon. A Wisconsin Orvosi Társaság (Wisconsin Medical Society) weboldala 29 savant életrajzát mutatja be. Darold Treffert volt korábban ennek a társaságnak az elnöke.

## Savant személyek

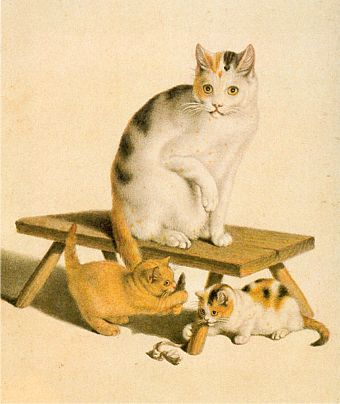
Gottfried Mind: Macskák

Az alábbi személyek olyan ismert emberek, akiknél savant-szindrómát állapítottak meg, és tehetségüket jegyzik az azonosított területen:
- Henriett Seth F. magyar költő, író[19][20]
- Kim Peek, emlékező, gyorsolvasó és számoló, de nem autista.[21] Az élete során elolvasott 12 ezer könyvet hihetetlen pontossággal visszamondta.[22]
- Daniel Tammet, sokoldalú brit autista savant (matematikai szinesztézia, nyelvi befogadás, memória).[23] El tudja mondani a pí számsorát egészen 2200 számjegyig, továbbá egy hét alatt megtanult izlandiul,[24] amely nem egy könnyű nyelv, olyan szavak szerepelnek benne, mint pl. a byrjunarörðugleikar.
- Alonzo Clemons, amerikai agyagszobrász[25]
- Tony DeBlois, vak amerikai muzsikus[26]
- Leslie Lemke, vak amerikai muzsikus[27]
- Jonathan Lerman, amerikai művész[28]
- Tristan Mendoza, Fülöp-szigeti marimba zseniális savant[29]
- Gottfried Mind, svájci művész, autista rajzoló és állatfestő, "Raphael of Cats"[30]
- Derek Paravicini, vak brit zenész[31]
- Gilles Tréhin, művész, író
- James Henry Pullen, tehetséges brit ács[32]
- Matt Savage, amerikai autista jazz zseniális savant[33]
- Stephen Wiltshire, brit építőművész[34]
- Richard Wawro, brit festőművész[35]
- George és Charles Finn, naptárszámláló ikrek[36]
- Florence 'Flo' és Katherine 'Kay' Lyman, naptárszámláló ikrek. A TLC televíziós társaság által készített dokumentumfilm mutatta be őket, Twin Savants: Flo & Kay címmel.[37]
- Temple Grandin, a Colorado State University állattani doktora, állattenyésztési tanácsadó az állatok viselkedését illetően[38]
- Trevor Tao, nemzetközi sakk nagymester, vitathatóan testvére (Terence Tao, jelenleg talán a világ legsikeresebb matematikusa) is savant
- Jason D. Padgett, amerikai számolóművész[39]

## Fordítás
- Ez a szócikk részben vagy egészben  a   Savant syndrome című angol Wikipédia-szócikk fordításán alapul.  Az eredeti cikk szerkesztőit annak laptörténete sorolja fel. Ez a jelzés csupán a megfogalmazás eredetét és a szerzői jogokat jelzi, nem szolgál a cikkben szereplő információk forrásmegjelöléseként.